# Royal Albert Hall
La Royal Albert Hall (o, per esteso, Royal Albert Hall of Arts and Sciences) è una sala da concerto di Londra, nell'esclusivo quartiere di South Kensington, in un'area nota anche come Albertopolis. La trafficata Kensington Gore separa l'Albert Hall dall'Albert Memorial, un altro edificio in onore del principe Alberto, consorte della regina Vittoria del Regno Unito.

## Storia
La Royal Albert Hall fu concepita dal principe Alberto dopo la Great Exhibition di Londra del 1851. In seguito alla morte prematura del principe, un suo stretto collaboratore, Henry Cole, si incaricò di portare a compimento l'opera e, ispirandosi alla struttura degli anfiteatri romani, diede l'incarico al Royal Engineer Francis Fowke e, alla morte di quest'ultimo, a un altro ingegnere di corte, Henry Darracott Scott. Il 20 maggio del 1867 la regina Vittoria pose la prima pietra dell'opera che, originariamente ideata per accogliere 30.000 spettatori, per ragioni di ordine finanziario venne ridimensionata in modo da poterne contenere 7.000 oggi ridotti a circa 5.500 per motivi di sicurezza. Il complesso, costruito con circa sei milioni di mattoni rossi e sormontato da un tetto a cupola di ferro e vetro, venne inaugurato dalla regina il 29 marzo 1871. Proprio la cupola causò subito fastidiosi fenomeni di riverbero; rimedi temporanei furono 
in atto fino alla sostituzione, nel 1949, della cupola di vetro con una di alluminio e di materiale fonoassorbente, e alla successiva installazione a fine anni sessanta di dischi acustici sospesi al soffitto che eliminano la sgradevole rifrazione.
Al tempo dell'inaugurazione, l'organo ospitato nella costruzione risultava essere il più grande del mondo. Negli anni venti del secolo successivo, lo strumento andò incontro ad ampliamenti e migliorie tecniche, rimanendo per dimensioni il più grande del Paese.

## Eventi

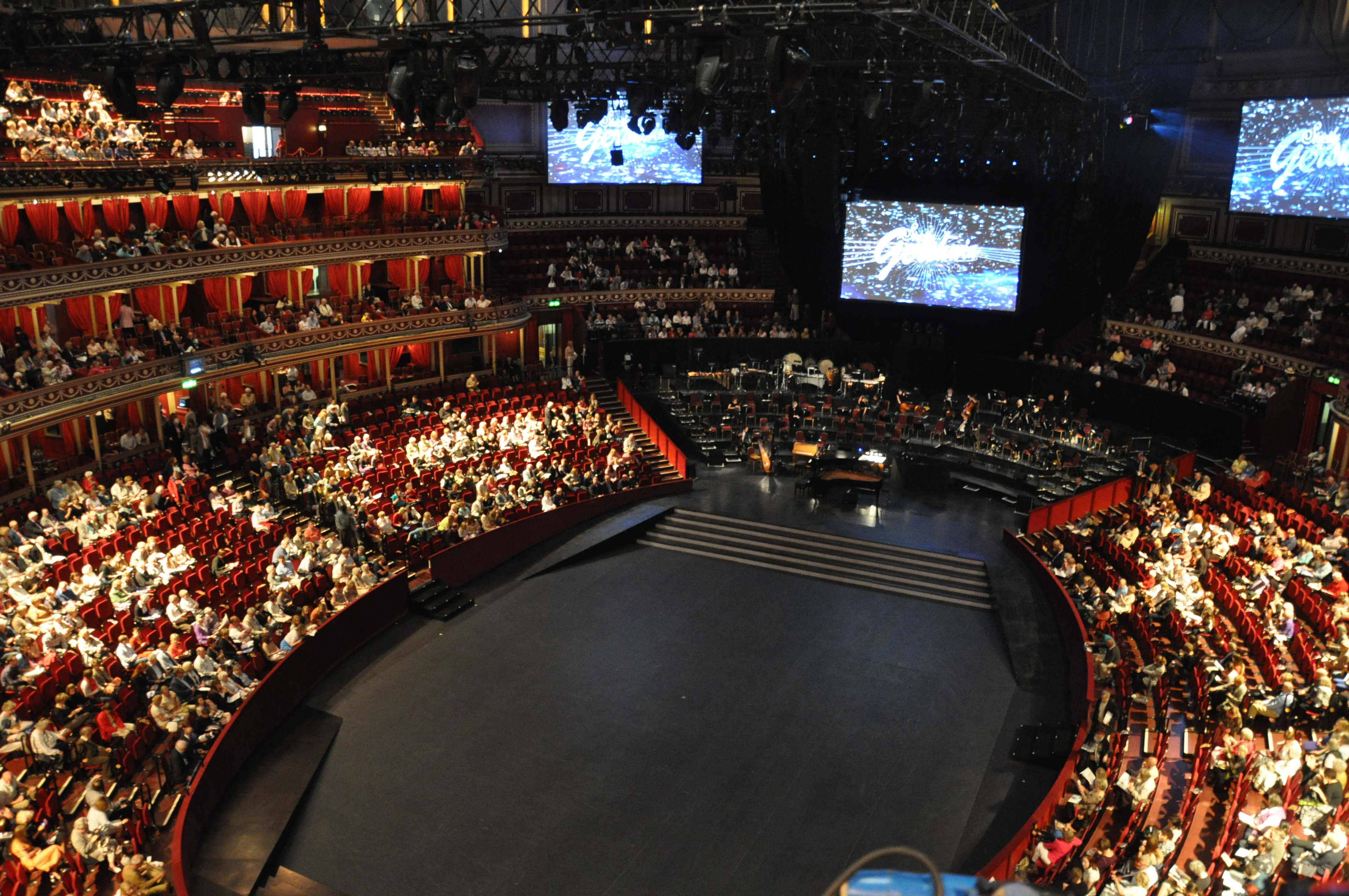
L'interno del teatro durante uno spettacolo

La sala ospita innumerevoli eventi: concerti di musica, balletti, festival, conferenze, gare di ballo, rassegne di poesia, e persino un circo (il Cirque du Soleil). Il teatro ha visto le esibizioni degli artisti più noti come  The Who, Creedence Clearwater Revival, Cliff Richard, Frank Zappa con The Mothers of Invention, Mark Knopfler, da Allen Ginsberg a Laurence Olivier, da Bob Dylan a Duke Ellington, Tiziano Ferro, da Ella Fitzgerald a Frank Sinatra, da Dionne Warwick a Gladys Knight, dai Led Zeppelin ai Dire Straits ai Cure ai Muse agli a-ha, da Jimi Hendrix ai Cream,  Roger Daltrey, Luciano Pavarotti, Demis Roussos, PJ Harvey, BB King, Slash, Paul McCartney, Al Stewart, Eric Clapton, Simply Red, R.E.M., Bryan Adams, Europe, David Gilmour, Pink Floyd, Ravi Shankar, James Last, Elton John, le Spice Girls, Opeth, i Morcheeba, Deep Purple, Emerson, Lake & Palmer, Depeche Mode, Kylie Minogue, Ludovico Einaudi, PFM, Zucchero Fornaciari (che, con undici concerti a partire dal 2004, detiene il record di presenze di un cantante italiano non lirico) e più recentemente Adele, The 1975, Arctic Monkeys, Bring Me The Horizon, Caro Emerald e nel 2020 Dua Lipa per un'esibizione agli American Music Award.
Vi si sono esibiti anche altri sette grandi artisti della musica italiana: la Premiata Forneria Marconi, il 16 maggio 1976, Peppino di Capri, il 4 gennaio 1987 (registrandovi anche un album live), Umberto Tozzi, il 21 febbraio 1988 (registrandovi anch'egli un album omonimo che ha venduto oltre 200 000 copie), Claudio Baglioni, il 29 maggio 2010 (registrandovi anche un album live, Per il mondo. World Tour 2010, che ha venduto oltre 50 000 copie), Laura Pausini, il 22 maggio 2012, Luciano Ligabue, il 25 maggio 2012, il 4 ed il 5 aprile 2013, e Il Volo, il 23 maggio 2017.
Vi si sono svolte anche manifestazioni sportive come incontri di boxe, di wrestling e di sumo. Vi ha sede l'importante rassegna musicale estiva The Proms promossa dalla BBC.
La Royal Albert Hall compare nella sequenza clou del film L'uomo che sapeva troppo (1934) di Alfred Hitchcock e nel remake del 1956, sempre di Hitchcock. Compare anche nel finale del film Grazie, signora Thatcher (1996), dove ha luogo il concorso di bande musicali vinto dalla banda della miniera di Grimley, oggetto del film. Viene anche citata nella canzone A Day in the Life dell'album Sgt. Pepper's Lonely Hearts Club Band dei Beatles, in cui, con riferimento scurrile non troppo celato, John Lennon canta “Now they know how many holes it takes to fill the Albert Hall” (“Ora sanno quanti buchi ci vogliono per riempire la Albert Hall”).
Il 30 settembre e il 1º ottobre del 1983 la Royal Albert Hall è stata protagonista di due celebri concerti dal vivo della band goth Siouxsie and the Banshees, registrati nell'album Nocturne e nel video omonimo, pubblicato originalmente in videocassetta.
Il 2 ottobre 2011 è stato celebrato nella sala il 25º anniversario del musical Il fantasma dell'Opera, rappresentato con un cast e un'orchestra molto più numerosi del solito e trasmesso in diretta televisiva in molti cinema sparsi per il paese. Anche un DVD e un Bluray dell'evento sono stati incisi e messi in vendita.

## Organo a canne
L'organo a canne della Royal Albert Hall è stato costruito nel 1871 da Henry Willis ed aveva 111 registri suddivisi tra le quattro tastiere e la pedaliera. In seguito, tra il 1924 e il 1933, è stato restaurato ed ampliato dalla ditta Harrison & Harrison, che lo ha portato a 146 registri; un nuovo restauro c'è stato tra il 2002 e il 2004, con l'aggiunta di un nuovo registro.
Dal 2016 lo strumento è a trasmissione elettro-pneumatica, con 147 registri suddivisi tra le quattro tastiere, di 61 note ciascuna, e la pedaliera concavo-radiale, di 32 note, per un totale di circa 10.000 canne.
La sua disposizione fonica è la seguente:
| Prima tastiera - Choir |        |
| Open Diapason          | 8'     |
| Lieblich Gedackt       | 8'     |
| Dulciana               | 8'     |
| Gemshorn               | 4'     |
| Lieblich Flute         | 4'     |
| Nazard                 | 2.2/3' |
| Flageolet              | 2'     |
| Tierce                 | 1.3/5' |
| Mixture                | III    |
| Trumpet                | 8'     |
| Clarion                | 4'     |

| Prima tastiera - Orchestral |     |
| Contra Viole                | 16' |
| Violoncello                 | 8'  |
| Viole d'Orchestre I         | 8'  |
| Viole d'Orchestre II        | 8'  |
| Viole Sourdine              | 8'  |
| Violes Celestes             | 8'  |
| Viole Octaviante            | 4'  |
| Cornet de Violes            | V   |
| Quintation                  | 16' |
| Harmonic Flute              | 8'  |
| Concert Flute               | 4'  |
| Harmonic Piccolo            | 2'  |
| Double Clarinet             | 16' |
| Clarinet                    | 8'  |
| Orchestral Hautboy          | 8'  |
| Cor Anglais                 | 8'  |
| Tremulant                   |     |

| Seconda tastiera - Great Organ |        |
| First Division                 |        |
| Contra Violone                 | 32'    |
| Double Open Diapason           | 16'    |
| Double Claribel Flute          | 16'    |
| Open Diapason I                | 8'     |
| Open Diapason II               | 8'     |
| Open Diapason IV               | 8'     |
| Geigen                         | 8'     |
| Hohl Flute                     | 8'     |
| Quint                          | 5.1/3' |
| Octave                         | 4'     |
| Harmonic Flute                 | 4'     |
| Super Octave                   | 2'     |
| Mixture                        | V      |
| Harmonics                      | VI     |
| Cymbale                        | VII    |
| Contra Tromba                  | 16'    |
| Tromba                         | 8'     |
| Octave Tromba                  | 4'     |
| Posaune                        | 8'     |
| Harmonic Trumpet               | 8'     |
| Harmonic Clarion               | 4'     |
| Second Division                |        |
| Contra Gamba                   | 16'    |
| Bourdon                        | 16'    |
| Open Diapason III              | 8'     |
| Open Diapason V                | 8'     |
| Viola da Gamba                 | 8'     |
| Rohr Flute                     | 8'     |
| Principal                      | 4'     |
| Viola                          | 4'     |
| Octave Quint                   | 2.2/3' |
| Fifteenth                      | 2'     |
| Fourniture                     | IV     |

| Terza tastiera - Swell |        |
| Double Open Diapason   | 16'    |
| Bourdon                | 16'    |
| Open Diapason          | 8'     |
| Viola da Gamba         | 8'     |
| Salicional             | 8'     |
| Vox Angelica           | 8'     |
| Flûte à Cheminée       | 8'     |
| Claribel Flute         | 8'     |
| Principal              | 4'     |
| Viola                  | 4'     |
| Harmonic Flute         | 4'     |
| Octave Quint           | 2.2/3' |
| Super Octave           | 2'     |
| Harmonic Piccolo       | 2'     |
| Mixture                | V      |
| Furniture              | V      |
| Contra Oboe            | 16'    |
| Oboe                   | 8'     |
| Baryton                | 16'    |
| Vox Humana             | 8'     |
| Tremulant              |        |
| Double Trumpet         | 16'    |
| Trumpet                | 8'     |
| Clarion                | 4'     |
| Tuba                   | 8'     |
| Tuba clarion           | 4'     |

| Quarta tastiera - Solo Organ |     |
| Contra Bass                  | 16' |
| Flûte à Pavillon             | 8'  |
| Viole d'Amour                | 8'  |
| Doppel Flute                 | 8'  |
| Harmonic Claribel Flute      | 8'  |
| Unda Maris II                | 8'  |
| Wald Flute                   | 4'  |
| Flauto Traverso              | 4'  |
| Piccolo Traverso             | 2'  |
| Double Bassoon               | 16' |
| Corno di Bassetto            | 8'  |
| Hautboy                      | 8'  |
| Bassoon                      | 8'  |
| Tremulant                    |     |
| Double Horn                  | 16' |
| French Horn                  | 8'  |
| Carillons                    |     |
| Tubular Bells                |     |

| Quarta tastiera - Bombard |        |
| Bombardon                 | 16'    |
| Tuba                      | 8'     |
| Orchestral Trumpet        | 8'     |
| Cornopean                 | 8'     |
| Quint Trumpet             | 5.1/3' |
| Orchestral Clarion        | 4'     |
| Sesquialtera              | V      |
| Contra Tuba               | 16'    |
| Tuba Mirabilis            | 8'     |
| Tuba Clarion              | 4'     |
| Tubas on Choir            |        |

| Pedal                |         |
| Acoustic Bass        | 64'     |
| Double Open Wood     | 32'     |
| Double Open Diapason | 32'     |
| Contra Violone       | 32'     |
| Double Quint         | 21.1/3' |
| Open Wood I          | 16'     |
| Open Wood II         | 16'     |
| Open Diapason I      | 16'     |
| Open Diapason II     | 16'     |
| Violone              | 16'     |
| Sub Bass             | 16'     |
| Salicional           | 16'     |
| Viole                | 16'     |
| Quint                | 10.2/3' |
| Octave Wood          | 8'      |
| Principal            | 8'      |
| Violoncello          | 8'      |
| Flute                | 8'      |
| Octave Quint         | 5.1/3'  |
| Super Octave         | 4'      |
| Harmonics            | VII     |
| Mixture              | V       |
| Double Ophicleide    | 32'     |
| Double Trombone      | 32'     |
| Ophicleide           | 16'     |
| Bombard              | 16'     |
| Trombone             | 16'     |
| Fagotto              | 16'     |
| Trumpet              | 16'     |
| Clarinet             | 16'     |
| Bassoon              | 16'     |
| Quint Trombone       | 10.2/3' |
| Posaune              | 8'      |
| Clarion              | 4'      |
| Octave Posaune       | 4'      |
| Bass Drum            |         |